# Роланд
Роланд (фр. Roland, старофр. Hruodland, нем. Hruotland или Ruotland, итал. Orlando или Rolando, исп. Roldán или Rolando, баск. Errolan, порт. Roldão или Rolando, кат. Rotllan или Rotllà, нидерл. Roeland)
— знаменитейший из героев французских эпических сказаний цикла Карла Великого, маркграф Бретонской марки.

## Роланд в хрониках

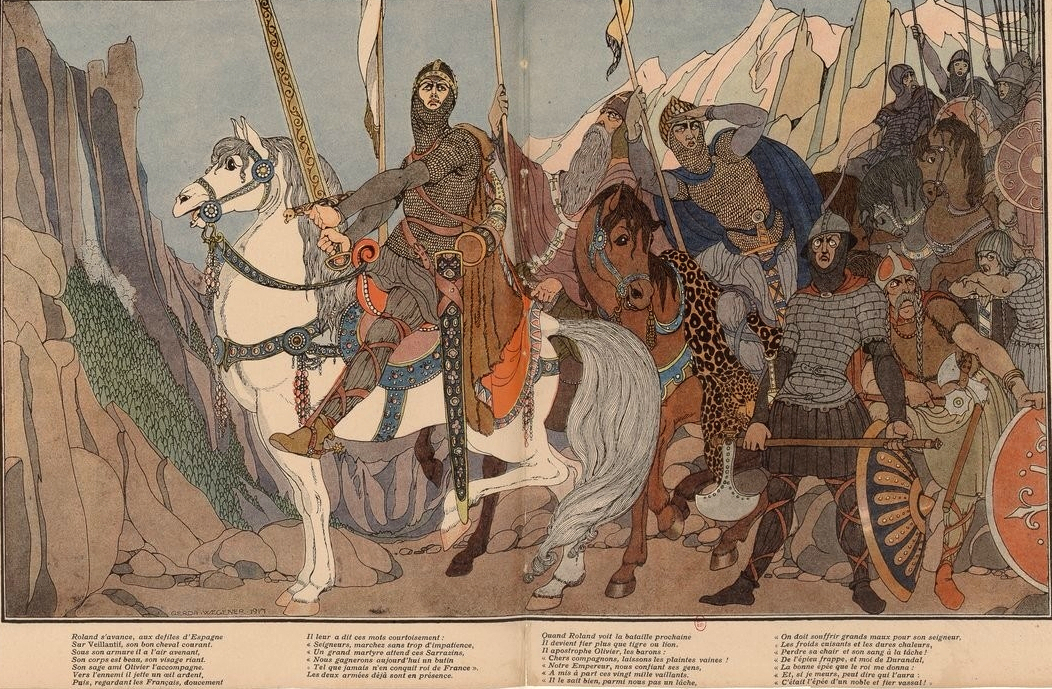
Роланд в Ронсевальском ущелье. Илл. Герды Вегенер к «Песне о Роланде», 1917 г.

Об историческом существовании этого лица свидетельствует лишь одно место в «Жизнеописании Карла Великого» («Vita Caroli Magni») Эйнхарда, в котором повествуется, что в 778 году, когда Карл возвращался из похода в Испанию, на его арьергард в ущелье Пиренеев напали возмутившиеся баски и истребили его в Ронсевальской битве; при этом погибло несколько пэров, в том числе и Хруодланд, префект Бретонской марки (Hruodlandus britannici limitis prefectus).

## История Роланда

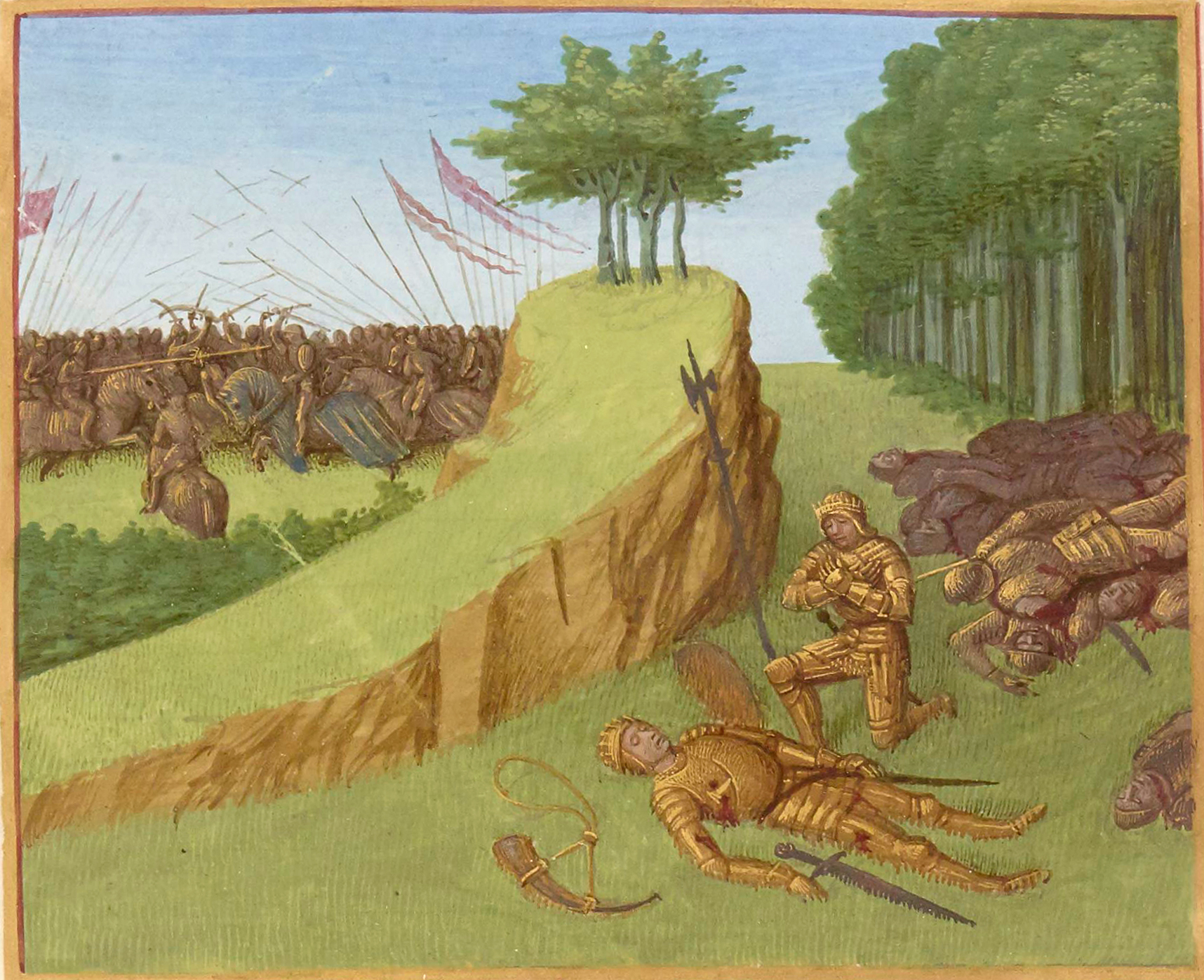
Гибель Роланда. Миниатюра рукописи «Больших Французских хроник». Сер. XV века. Рядом с убитым лежат его рог Олифант и меч Дюрандаль

В эпосе Хруодланд — Роланд является не только образцом христианского рыцаря и лучшим воином Карла, но и родным его племянником; размеры поражения расширены; баски заменены сарацинами; их нападение в Ронсевальской долине, где воинам Карла, находившимся под предводительством Роланда, трудно было защищаться, объясняется изменой одного из вельмож Карла — Ганелона, (на деле архиепископа во времена правления Карла Лысого) личного врага Роланда. Падая в неравной борьбе, Роланд протрубил в свой знаменитый рог; Карл Великий  услышав его, повернул назад и отомстил сарацинам, а по возвращении в Ахен предал казни изменника Ганелона.
К концу XI века Роланд стал символом образцового воина. Превознося двух крестоносцев, Рауль Кайеннский сравнивает их с Роландом и Оливье. Когда (где-то между 1090 и 1110 годами) Рауль ле Туртье рассказывает историю об Ами и Амиле, он упоминает о мече, подаренном Роланду Карлом. Лежа на смертном одре в 1085 году, Роберт Гвискар сравнивал своего сына Боэмунда с Роландом. Между 1086 и 1106 годами у Жерара де Монтале родились два сына, названные Роландом и Оливье. При освящении церкви Сен-Пэ-де-Женере в 1096 году присутствовали два человека с теми же именами. Во время битвы при Гастингсе пелась cantilena Rollando. Все эти разрозненные свидетельства указывают на то, что слава пришла к Роланду вскоре после 1000 года, и связано это было с возникновением какой-то поэмы о Роланде (не той, что известна по Оксфордской рукописи).

## Роланд в эпосе

### Песнь о Роланде
Роланд является героем центрального и самого раннего сохранившегося произведения французского эпоса. «Песнь о Роланде» (фр. La Chanson de Roland), была сочинена несколько веков спустя после битвы, произошедшей в 778 году, и очевидно[кому?], что в этом промежутке не существовало никакой традиции героической поэзии; доказать реальность существования cantilenae (кантилен) или чего-нибудь в том же роде в тот период весьма трудно, что высказывал в своей критике Жозеф Бедье ещё в конце XIX века. В древнейшей дошедшей до нас рукописи этой поэмы — оксфордской, написанной в XII веке, — содержится около 4000 стихов. Песнь о Роланде написана десятисложными стихами и разделена на куплеты разной величины; каждый стих имеет цезуру после четвёртого слога, каждый куплет имеет один и тот же ассонанс. Песнь о Роланде пользовалась большой популярностью, что доказывается как французскими переделками, так и распространением её вне Франции. Кроме сокращения её в латинских дистихах, составленного, вероятно, в XII веке, во второй половине XIII века появилась переделка, обыкновенно называемая «Романом Ронсевальским» (Roman de Roncevaux), имевшая главной задачей расширение первоначального текста; до нас дошло шесть редакций этой переделки.

### Другие поэмы
В дальнейшем циклизаторы создали Роланду образцовую эпическую биографию, у которой, как и полагается, есть маркированные начало (необычные обстоятельства рождения и богатырская юность) и конец. Между началом и концом в неопределённом порядке располагается ряд героических эпизодов, описанных в различных поэмах:
- «Берта и Милон» (Berta e Milon, франко-итальянская версия конца XIII века) рассказывает о тайной связи сестры Карла Великого, Берты, с сенешалем Милоном Анжерским. Девушке приходится скрываться от гнева брата в лесу, подвергаться домогательствам разбойников, переносить всевозможные лишения, которые разделяет с ней её возлюбленный. В этих скитаниях у Берты рождается Роланд[1].
- «Роландин» (Rolandin, прямое продолжение предыдущей). Возвращающийся из похода император останавливается в тех местах, где подросток Роланд с родителями живут в крайней нищете. Мальчик попадает ко двору и поражает всех силой, умом и аппетитом. Герцог Немон подозревает, что у мальчика высокое происхождение. Происходит раскрытие его тайны, Карл пытается поразить кинжалом провинившихся любовников, но Роланд так ловко обезоруживает Карла, что тот глубоко поражён, проникается сильнейшей любовью к племяннику, предрекает ему славное будущее и прощает Берту и Милона.
- «Песнь об Аспремонте», середина XII века. Вопреки запрету старших юный Роланд и три его товарища отправляются на войну с сарацинами, вооружённые кухонными ножами, ложками, ухватами. Они появляются на поле боя в критический момент, и Роланд приходит на помощь Карлу, которого едва не побеждает сын эмира. В награду он получает от дяди коня Вельянтифа и меч Дюрандаль.
- «Жирар де Вьенн» Бертрана де Бар-сюр-Об. Роланд принимает участие в осаде Вьенны и вступает в поединок с Оливье.
- «Жан де Лансон» — Роланд участвует в походе против непокорного феодала
- «Отинель» — сарацинский посол вступает в поединок с Роландом, но благодаря божественному вмешательству оба рыцаря остаются невредимы, и сарацин становится рьяным поборником христианства.
- «Вступление в Испанию» (Entrée de Spagne, XIV век) — Роланд побеждает сарацинского великана Феррагуса, но во время осады Памплоны ссорится с дядей, покидает войско франков и отправляется на Восток, становится главным бальи всей Персии, но в конце концов возвращается в Испанию, к армии Карла.
- «Взятие Памплоны» (Prise de Pampelune, 1328 год, приписывается Николо из Вероны) — продолжение предыдущей. Роланд прибывает к Памплоне в тот момент, когда утомлённые франки готовы снять осаду, он примиряется с императором, воодушевляет осаждающих, проявляет чудеса храбрости и в конце концов завоёвывает город.

## Развитие легенды о Роланде
Песнь о Роланде в первоначальном своём виде послужила источником для латинской Хроники Турпина во Франции и для поэмы Конрада Попа в Германии. На французских источниках основаны многочисленные испанские романсы о Роланде XIII века, тогда как итальянская обработка того же материала, принадлежащая флорентийцу Sostegno di Zanobi, под заглавием «La Spagna» (XIV век), имеет в основе своей эпические песни, возникшие в самой Италии.

## Роланд
Позднейшие итальянские поэмы, воспевающие военные и любовные похождения Роланда — «Morgante maggiore» Л. Пульчи, «Влюблённый Роланд» M. Боярдо, особенно «Неистовый Роланд» Ариосто — далеко уклоняются от первоначальной французской поэмы. И во французских, и в итальянских поэмах Роланд целомудрен и полностью непричастен миру любовных коллизий. Только Боярдо устранил этот эпический рудимент.

### «Влюблённый Роланд»
Роланд отправляется на поиски Анджелики. Он убивает Сфинкса, не сумев разгадать загадку,— ту же, что была загадана Эдипу. На Смертельном мосту он вступает в бой с великаном. Великан сражён, но в предсмертный миг он приводит в действие ловчую сеть. Роланд, опутанный с ног до головы, ждёт смерти или помощи. Проходят сутки, появляется монах и предлагает Роланду духовную помощь. Словоохотливый монах рассказывает, как только что чудом спасся от одноглазого великана-людоеда. Тут же является и сам великан, рубит Роланда его же мечом, но разрубает лишь сеть: Роланд неуязвим для оружия. Освобождённый Роланд убивает людоеда, поражая его в единственный глаз, и отпускает его пленников.
Роланд едет к замку. На стене замка дама: это фея Драгонтина, приглашающая графа испить из кубка. Ничего не подозревающий Роланд подносит кубок к губам и мгновенно забывает свою любовь, цель своего пути, самого себя, становится слепым рабом феи. Анджелика с помощью волшебного кольца развеивает чары Драгонтины. Роланд и восемь его товарищей по плену скачут за Анджеликой к Альбракке.
Роланд выходит на бой с Агриканом. Поединок прерван ночной темнотой. Спешившись на лугу, рыцари мирно беседуют: Роланд, восхищённый доблестью Агрикана, старается склонить его к перемене веры. Агрикан, заявив, что вероисповедные споры не его дело, что он не поп и не книгочей, заводит разговор о рыцарстве и любви, в итоге которого узнаёт, что Роланд — его соперник. Ревность исторгает у него слёзы; он требует, чтобы Роланд отрёкся от любви к Анджелике. и услышав отказ, берётся за меч. Продолжение поединка. Агрикан смертельно ранен и с последним вздохом славит Христа.
Фея Озёрного Острова предлагает ему невиданный многоступенчатый подвиг. Роланд укрощает двух быков, вспахивает на них поле, убивает огнедышащего дракона, засеивает вспаханное поле его зубами, сражает выросших из зубов воинов. Награда за подвиг — золоторогий олень феи Морганы. Овладевший им овладевает несметными сокровищами. Но паладин с презрением отказывается от сокровищ.
Роланд возвращается под Альбракку и вступает в бой с Ринальдом. Бой прерван наступлением темноты. Анджелика, проведав, кто бьётся против Роланда, просит позволения присутствовать при поединке. Продолжение поединка. Роланд берёт верх, но Анджелика спасает Ринальда от смерти, послав Роланда в заколдованный сад феи Фалерины. По пути Роланд видит даму, привязанную к сосне за волосы, и охраняющего её вооружённого рыцаря. Рыцарь, как явствует из его рассказа, был влюблён в привязанную даму. Имя её Оригилла. Из природной любви к злодейству она натравила друг на друга трёх своих поклонников и ещё одного рыцаря и своим же отцом была приговорена к той казни, свидетелем которой стал Роланд. Четыре её жертвы должны с оружием в руках следить за тем, чтобы казнь свершилась неукоснительно. Роланд тем не менее освобождает преступную даму, повергая всех четырёх рыцарей, и тут же расплачивается за своё благородство. Коварная Оригилла пленяет сердце паладина и крадёт у него коня, несравненного Златоузда.
Роланд продолжает путь к саду Фалерины пешим порядком: навстречу ему процессия, во главе которой он видит связанных Грифона и Аквиланта и с ними на Златоузде Оригиллу — они предназначены в жертву дракону. Роланд их освобождает, вновь не может устоять перед красотой Оригиллы и, заметив, что она обменивается с Грифоном красноречивыми взглядами, поспешно с ней удаляется. Неловкая попытка выразить свои чувства прервана появлением дамы, объявляющей, что они находятся вблизи сада Фалерины. От дамы Роланд получаст книгу с изъяснением чудес и опасностей сада. В сад можно проникнуть только на рассвете. Ночью Оригилла вторично похищает у Роланда коня, теперь вместе с мечом. Паладин идёт на подвиг пешим и безоружным. Ворота охраняет дракон, его Роланд убивает дубиной. Во дворце он находит фею, она накладывает последние заклятья на волшебный меч, пред которым будут бессильны любые чары. Этот меч, Бализарда, изготовлен ею специально на погибель Роланду, который неуязвим для обычного оружия. Меч паладин отбирает, а фею пока привязывает к дереву. Убивает сирену, предварительно заткнув уши лепестками роз. Убивает быка об одном железном и об одном огненном роге. Убивает чудовищную птицу. Убивает осла с острым как меч хвостом. Убивает полудеву-полузмею по имени Фавна. Убивает великана, а когда из его крови встают ещё два, связывает их. Роланд уничтожает сад Фалерины, но милует фею, которая обещает освободить всех своих пленников.
Роланд вместе с Фалериной подходит к тому озеру, куда канул Ринальд. Фалерина объясняет, что это озеро феи Морганы, злодей же, топящий в нём путников, зовётся Аридан и победить его невозможно, ибо его сила чудесным образом всегда в шесть крат больше силы противника. Роланд вступает с ним в бой и, как все предшественники, оказывается в озере. На дне озера цветущий луг, сияет солнце, и здесь Роланд, освободившись от объятий Аридана, убивает его. После долгих странствий по подземным гротам и лабиринтам Роланд видит пленников Морганы, заточенных в тюрьму из прозрачного и нерушимого кристалла. Чтобы освободить их, нужно получить у Морганы ключ. Для этого нужно её поймать. Роланд пускается в погоню за феей, которая обликом подобна богине Судьбы: лысый затылок, единственная прядь, за которую её можно поймать, и пр. Роланд догоняет Моргану, и та вынуждена дать свободу всем своим пленникам, испросив, однако, позволения оставить у себя юного Зилианта, сына короля Маноданта. Среди пленников — Дудон, посланный Карлом с тем, чтобы призвать под его знамёна Роланда и Ринальда. Роланд, без ума от Анджелики, глух к зову императора: он спешит назад к Альбракке, сопутствуемый верным Брандимартом (который тоже был в плену у Морганы).
Роланд с Брандимартом оказываются у того моста, где были схвачены Ринальд и его спутники. Чуть раньше их к мосту подоспела Оригилла (в очередной раз прощенная Роландом). Роланд бьётся с Балисардом и попадает в ту же ловушку, что и его предшественники; но Брандимарт убивает чернокнижника. Кормчий рассказывает рыцарям, что Балисард был поставлен здесь по приказу короля Маноданта, надеявшегося таким способом вернуть сына. У короля было двое сыновей, одного в младенчестве похитил слуга, другого пленила Моргана и согласна вернуть его только в обмен на Роланда. Балисард не пропускал ни одного проезжего рыцаря, рассчитывая, что рано или поздно этим рыцарем окажется Роланд. Роланд отправляется к королю, выдаёт себя за другого и обещает добыть для него Роланда.
Оригилла доносит королю, что один из её спутников Роланд, и за этот донос король дарует ей свободу вместе с Грифоном и Аквилантом. Роланд и Брандимарт брошены в темницу, но Брандимарт выдаёт себя за Роланда, а настоящий Роланд отпущен на свободу и спешит в царство феи Морганы. Астольф, не ведая о причинах обмана, раскрывает его, и Брандимарт приговорён к смерти. Роланд возвращается к знакомому озеру и отбирает у Морганы Зилианта. Вместе с ним и встреченной по пути Флорделизой он отплывает на остров короля Маноданта. По прибытии обнаруживается, что старший, похищенный в младенчестве сын короля — не кто иной, как Брандимарт. Король обретает сразу обоих сыновей. Роланд, с которым не пожелал разлучаться Брандимарт, вновь устремляется к Альбракке.

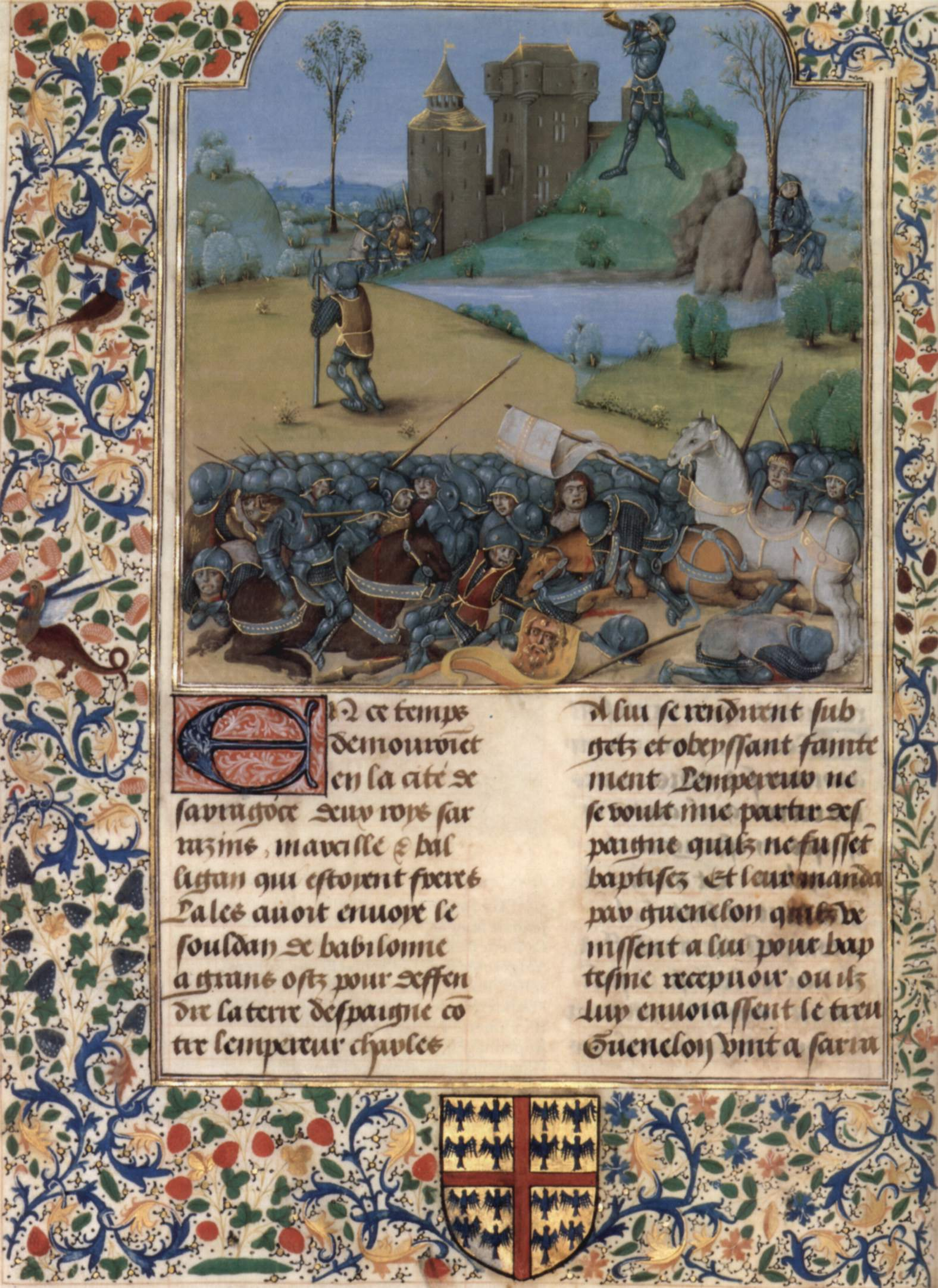
Роланд в Ронсевальском ущелье. Миниатюра из рукописи «Букета историй» Жана Манселя, вторая половина XV века

Роланд и Брандимарт приближаются к тому месту, где в стародавние времена погиб Нарцисс, приникший к своему отражению. У истории Нарцисса есть, оказывается, продолжение: фея Сильванелла, влюбившись в мёртвого Нарцисса, заколдовала источник таким образом, что каждый, взглянувший в него, будет пленён прекрасным женским образом и погибнет той же смертью, что и Нарцисс. Мост, ведущий к роковому источнику, охраняет Изольер, с ним вступает в бой Сакрипант, спешащий в царство Градасса. Роланд разнимает сражающихся.
Роланд и Брандимарт достигают, наконец, Альбракки. Анджелика, услышав, что Ринальд уехал на родину, бросает крепость на произвол судьбы и сопровождаемая Роландом и Брандимартом устремляется вслед за предметом своей страсти. Осаждающие скачут в погоню их останавливает и рассеивает Брандимарт, а Роланду приходится иметь дело с лестригонами, диким народом людоедов. Роланд достигает Сирии и отплывает вместе с царём Дамаска Норандином на Кипр, где должен состояться турнир за обладание рукой прекрасной Люпины. У Норандина есть соперник греческий принц Констант. Среди рыцарей Норандина на турнире отличается Роланд, среди рыцарей Константа Грифон и Аквилант. Констант, узнав, кто помогает его сопернику, прибегает к обману и вынуждает Роланда покинуть остров.
Роланд и Анджелика оказываются в Арденнском лесу: Анджелика пьёт из источника, убивающего любовь, и на место страсти, приковавшей её к Ринальду, приходит отвращение. Появляется Ринальд, только что испивший из источника с противоположным действием. Паладины берутся за мечи. Поединок Роланда и Ринальда прерван по повелению императора.
Под Монтальбаном Роланд схватывается с Родомонтом. Чудовищным ударом Родомонт оглушает Роланда, но в это время из засады выходит полк Брадаманты. Брадаманта сражается с Родомонтом, а очнувшийся от обморока Роланд следит за их поединком и первым видит бесчисленные полчища Аграманта. Он благодарит бога за эту удачу, которая, как он надеется, позволит ему отличиться в глазах императора и заслужить драгоценную награду, Анджелику. Роланд, распаленный рассказом Феррагуса о подвигах Ринальда, бросается в бой. Его схватка с Руджьером прервана Атлантом, который отвлекает Роланда колдовским миражем. Роланд вновь оказывается вдали от поля боя и, заглянув в источник, видит великолепную залу из прозрачного кристалла, полную красавиц. Паладин прыгает в воду.
Брандимарт, наставляемый Флорделизой, выводит Роланда из источника, и они вместе скачут к Парижу. Роланд и Брандимарт прибывают в решающую минуту, освобождают пленных паладинов и ударяют по сарацинам с тыла. Ночь разъединяет сражающихся.

### Неистовый Роланд

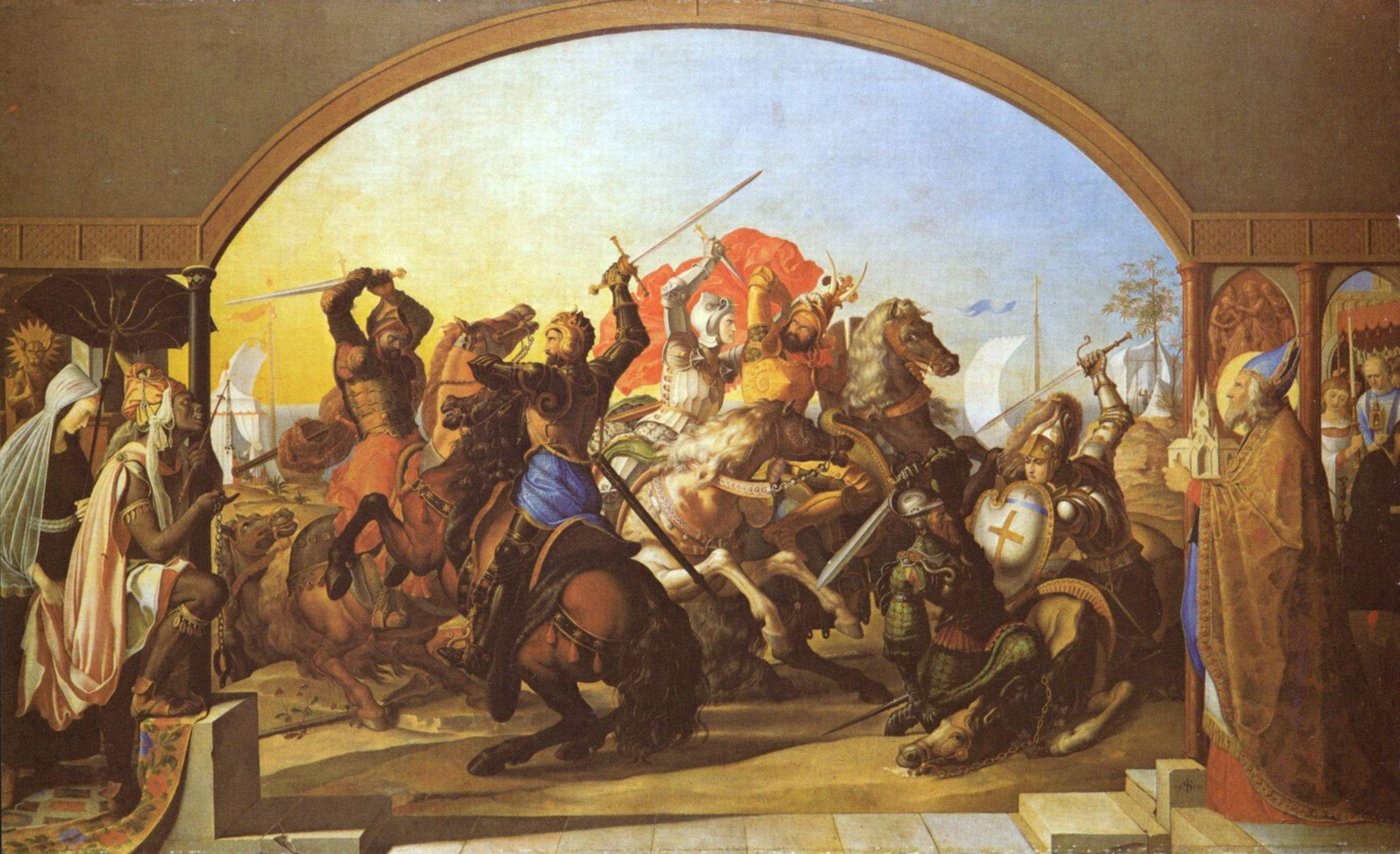
Битва шестерых на острове Липадуза. Картина Юлиуса Шнорра фон Карольсфельда (1816)

В осаждённом Париже тоскующий Роланд видит вещий сон об Анджелике и бросается на поиски её. Роланд ищет Анджелику во вражьем стане, а потом по всей Франции. Он узнаёт про казнь девушек на Эбуде и бросается туда, но его относит во Фландрию. Здесь Олимпия рассказывает ему, как любила она Бирена, как фризский Кимосх хотел выдать Олимпию за своего сына, как она убила жениха и должна погибнуть, чтобы спасти Бирена. Она просит рыцаря о помощи. Роланд тотчас спешит в Голландию и бросает вызов Кимосху, сокрушает его засаду, врывается в город и сражает Кимосха. Роланд продолжает путь к Эбуде.
Он приплывает к Эбуде, вступает в бой с драконом и побеждает его. Островитяне нападают на Роланда. Отбив их, он освобождает Олимпию и продолжает поиски Анджелики. Он видит Анджелику в плену у всадника и за ними попадает в замок Атланта. Анджелика ускользает с помощью перстня, Роланд и Феррагус вступают в бой; тем временем Анджелика похищает шлем Роланда, и его захватывает Феррагус. Анджелика продолжает путь в Катай, а Роланд встречает два мавританских войска и побивает их. Продолжая путь, он приходит в пещеру Изабеллы.
Изабелла рассказывает, как она полюбила Зербина, как тот поручил Одорику её похитить, как Одорик сам покусился на неё и как отбили её разбойники. Роланд расправляется с разбойниками и едет дальше с Изабеллою. Он выручает Зербина и возвращает ему Изабеллу. Тут на них выезжает Мандрикард, бьётся с Роландом, но его уносит конь. Роланд расстаётся с Зербином, едет дальше и попадает в приют Медора и Анджелики. По надписям он узнаёт об их любви, а пастух рассказывает ему, что случилось. Роланд страдает и впадает в безумие.
В безумии Роланд мечется по Франции, Испании и Африке, убивая людей и животных. Наконец под Бизертой он натыкается на Астольфа с товарищами, который возвращает ему здравый ум, привезённый с Луны. Вместе они берут Бизерту приступом. Аграмант, Градасс и Собрин посылают Роланду вызов. На острове Липадуза начинается тройной поединок между этими тремя сарацинами с одной стороны и Роландом, Брандимартом и Оливьером с другой. Роланд оглушает Собрина, нападает на Градасса, Брандимарт выручает Оливьера. Градасс оглушает Роланда и убивает Брандимарта. Тогда Роланд убивает Аграманта и Градасса, а Собрина уносят израненного.

## Роланд в игральных картах
Существует версия, что прототипом валета пик является Роланд. По основной же версии прототипом является Ожье Датчанин (назывался «Hogier»), рыцарь Карла Великого.